# Казальдзуиньо
Казальдзуи́ньо, Казальцуиньо (итал. Casalzuigno) — коммуна в Италии, располагается в провинции Варесе области Ломбардия.
Население составляет 1207 человек (2008 г.), плотность населения составляет 172 чел./км². Занимает площадь 7 км². Почтовый индекс — 21030. Телефонный код — 0332.
Покровителем коммуны почитается святой мученик Виктор Мавр, празднование 8 мая.

## Администрация коммуны
- Официальный сайт: http://www.comune.casalzuigno.va.it/